# Carabus stjernvalli
Carabus stjernvalli es una especie de insecto adéfago del género Carabus, familia Carabidae. Fue descrita científicamente por Mannerheim en 1830.
Habita en Armenia, Georgia y Turquía.